# بروس جونز (كاتب سيناريو)
بروس جونز (بالإنجليزية: Bruce Jones)‏ (و. القرن 20  م) هو كاتب سيناريو، وروائي، وفنان قصص مصورة أمريكي، ولد في كانزاس سيتي، ميزوري.

## وصلات خارجية
- بروس جونز على موقع IMDb (الإنجليزية)
- بروس جونز على موقع قاعدة بيانات الفيلم (الإنجليزية)

- بروس جونز في قاعدة بيانات الأفلام على الإنترنت